# Nicolas Chabanne
Pour les articles homonymes, voir Chabanne.
Nicolas Chabanne, né le 11 juillet 1969 à Moulins, est un entrepreneur français. Il est connu pour avoir lancé la marque C'est qui le Patron ?!.

## Biographie

### Origines
Nicolas Chabanne, Ardéchois d'origine,, est issu d’une fratrie de quatre enfants. D’abord femme au foyer, sa mère devient commerciale dans l’immobilier, son père travaillait dans la communication territoriale. 
Avant de revenir en France, il grandit jusqu’à ses 7 ans, à Madagascar où son grand-père maternel, Jacques Brunot, un ingénieur parti avant la guerre sur cette île est le premier à importer le poivre vert en France et à développer l'industrie de la pêche à la crevette sur l'ile[réf. nécessaire].

### Formation
Après un bac littéraire obtenu à Carpentras, il étudie à la Faculté de lettres à la Sorbonne pendant quatre ans, sans obtenir le moindre diplôme. 

### Vie privée
Nicolas Chabanne, petit-fils d'un sous-préfet du Vaucluse et père de trois enfants, habite au pied du Mont Ventoux.   
Il a créé un réseau de stations de lavage solidaire,, puis a été chargé de la communication de la communauté d'agglomération du Grand Avignon en même temps que celle de la commune de Velleron, puis se voit confier la promotion de la Confrérie de la Fraise de Carpentras.   

### C'est qui le Patron?!
En qualité de membre de la confrérie de la Fraise de Carpentras, après en avoir assuré la promotion, il crée avec sa sœur le label « Le Petit Producteur » en 2009. L'originalité du produit réside dans le fait que le nom et la photo du producteur figure sur le produit. Il lance ensuite Les Gueules cassées, un concept qui favorise la vente de fruits et légumes « moches » difficilement commercialisables en raison de leur aspect,. 
En 2015, il lance l’idée d’une marque de lait équitable en se basant sur le prix minimal que devait percevoir le producteur pour pouvoir vivre. En novembre 2016 les premières briques de lait C'est qui le Patron ?! sont produites. Nicolas Chabanne affirme alors que « notre lait est le produit nouveau le plus vendu depuis trente ans dans l’agroalimentaire en tant que nouvelle marque ». 
Après le lait, la marque commercialise 18 autres produits et projette d'intégrer d'autres produits alimentaires. Le collectif constitué en coopérative (SCIC-SAS) encaisse 5 % du prix de la vente. 
En décembre 2024, Nicolas Chabanne a choisi de léguer toutes les actions de ses entreprises, dont "C'est qui le Patron ?!" à une fondation dont l’unique objet est le soutien et la protection des producteurs. Il lance également "Les entreprises de partage", afin de promouvoir ce modèle d’entreprises différent. 

### Récompenses et reconnaissance internationale
Nicolas Chabanne a reçu 2 fois le prix de l'audace marketing de HEC en 2015, pour "Les Gueules Cassées" et en 2018 pour C'est qui le Patron ?!
Il obtient les éloges du New York Times pour Les Gueules cassées, dans un article intitulé Save the planet, eat ugly ainsi que du Guardian pour C'est qui le Patron ?!  dans un article intitulé How millions of French shoppers are rejecting cut-price capitalism.